# Bergéstadion
Het Julien Bergéstadion (in het Frans: stade Julien Bergé), kortweg Bergéstadion, is een stadion gelegen aan de Bergévest in het Vlaams-Brabantse Tienen. Het is vernoemd naar wijlen Julien Bergé, wetenschapper/industrieel en algemeen directeur van de Tiense suikerraffinaderij. Het stadion is de thuishaven van KVK Tienen.

## Locatie
Het stadion maakt deel uit van een sportcomplex aan de Bergévest, een ringweg aan de zuidoostelijke rand van Tienen; en de Slachthuisstraat. Het relatief lage stadion is omringd door woningbouw van waaruit het veld te overzien is.
Het stadion is gelegen nabij waar de rivier Gete en de Borggracht samenvloeien. Iets zuidelijker hiervan bevindt zich de Tiense Suikerraffinaderij. In 1995 zou erop gewezen zijn dat het terrein door haar ligging overstromingsgevoelig is en werd geopperd om naar een drogere locatie te verhuizen. Om 'sentimentele redenen' werd hiervan echter afgezien, men hield vast aan het stadion. Meerdere overstromingen en een kleine drie decennia later is de discussie hierover nog altijd actueel.

## Geschiedenis

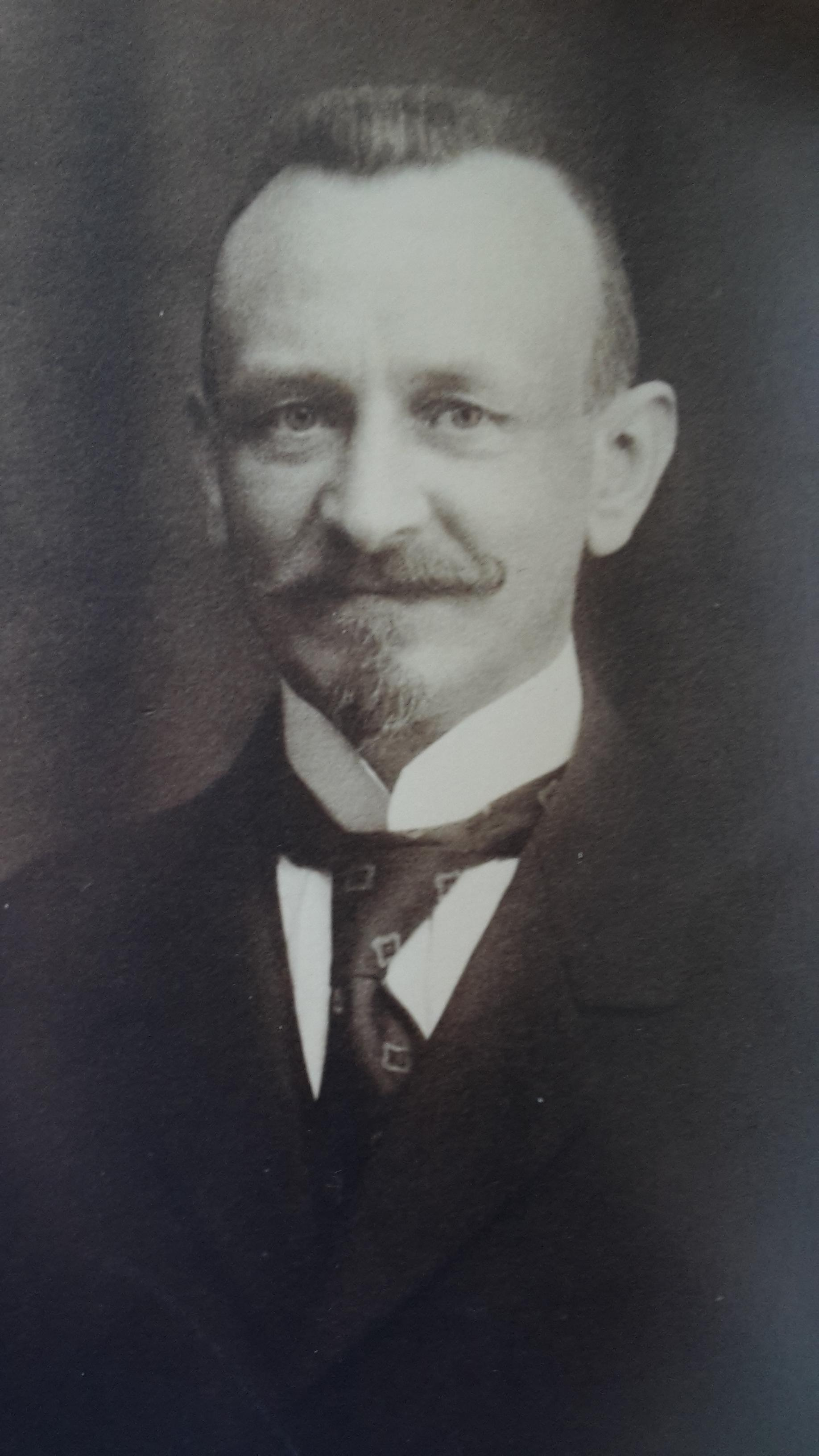
Julien Bergé (1876–1933), eponiem van het stadion

Racing Club Tirlemont (RC Tienen) was een voetbalclub uit 1921 dat ondanks haar sportieve successen door omstandigheden problemen had een stabiele thuishaven te behouden. In 1922 sprong de Tiense Suikerraffinaderij in door een terrein aan de Bergévest beschikbaar te stellen voor de bouw van een stadion. Schuren op het terrein werden omgebouwd tot goed uitgeruste kleedkamers, waardoor het stadion in een klap tot de betere faciliteiten van die tijd behoorde. Het stadion werd in 1924 geopend.  Het werd vernoemd naar Julien Bergé (1876–1933), de toenmalige algemene directeur van de raffinaderij. Het bedrijf is tot 2013 sponsor van de club en stadion gebleven.
Tot aan de Tweede Wereldoorlog had het stadion houten tribunes: een kleine centraal geplaatste zittribune aan de zijde van de Slachthuisstraat en daar tegenover een statribune met een zitgedeelte waar muzikanten speelden. Na de oorlog bestond de hoofdtribune uit een metalen structuur op funderingen van gewapend beton, een dak van metalen profielplaten en een gemetselde achtermuur. De tribune had houten zitbanken zonder rugleuning met plaats voor 600 personen. Onder de tribune bevond zich de Bodega en een clublokaal.
In 1981 werd het stadion de thuishaven van KVK Tienen, de fusieclub van de sinds 1951 koninklijk getitelde Royal Racing Club Tienen en Voorwaarts Tienen.
Nadat een hevige storm een groot deel van het stadion verwoest had (met name de statribune aan de Slachthuisstraat had eronder geleden), werden in 1997 alle tribunes gesloopt en vervangen door een volledig nieuwe accommodatie. In augustus 2002 werd het complex overstroomd door de Gete die uit zijn oevers trad.

Sinds 2017 beschikt het Bergéstadion over een veld van kunstgras. Deze werd in de zomer van 2021 door nieuwe overstromingen zwaar beschadigd, evenals de lagergelegen kleedkamers waarvan de binnenmuren door de stromingen waren weggeslagen. Na een onderbreking van zes maanden waarbij de sporters elders in de stad onderdak moesten vinden, waren de eerste herstelwerkzaamheden voltooid en is het stadion begin 2022 weer in gebruik genomen.